# Педро Енрике од Орлеана и Брагансе
Педро Енрике од Орлеана и Брагансе (порт. Pedro Henrique de Orleans e Bragança; Булоњ Бијанкур, 13. септембар 1909 — Васорас, 5. јул 1981), надимак Очекивани принц (порт. O Príncipe Esperado) је био син принца Луиса Марије од Бразила и принцезе Марије ди Грације од Бурбона са две Сицилије. Преузео је вођство царске куће Бразила између 1921. и 1981. године, након смрти своје баке, Изабел, царска принцеза Бразила.

## Брак и деца
Педро Енрике се оженио принцезом Маријом Елизабетом од Баварске у палати Нимфенбург, у Баварској, 19. августа 1937.  Имали су дванаесторо деце: 
1. Принц Луиз од Орлеана и Брагансе (6. јун 1938. у Манделиеу-ла-Напоуле - 15. јул 2022. у Сао Паулу). Неожењен и без проблема.
2. Принц Еудес од Орлеана и Брагансе (8. јун 1939. у Манделиеу-ла-Напоуле - 13. август 2020. у Рио де Жанеиру [3] ), одрекао се права царског наследства за себе и своје потомке 3. јуна 1966. и венчао се, прво, 14. маја 1967. у Сао Паулу, Ана Мариа де Церкуеира Цесар Мораес де Баррос (рођена 20. новембра 1945. у Сао Паулу), од које се развео 1976., након што је имао двоје деце. [4] [2] Поново се оженио 26. марта 1976. у Рио де Жанеиру, Мерцедес Вилемсенс Невес да Роша (рођена 26. јануара 1955. у Петрополису), са којом је имао још деце.
3. Принц Бертранд од Орлеана и Брагансе (рођен 2. фебруара 1941. у Манделиеу-ла-Напоуле). Неожењен и без проблема.
4. Исабел Мариа Јосефа Енрикуета Францисца оф Орлеана и Брагансе (4. април 1944. у Ла Бурбулу – 5. новембар 2017. у Рио де Жанеиру).
5. Педро де Алцантара Енрике Мариа Мигуел Габријел Рафаел Гонзага од Орлеана и Брагансе (рођен 1. децембра 1945. у Петрополису), одрекао се права царског наследства за себе и своје потомке 28. децембра 1972. и оженио се 4. јула 1974. у Рио де Јанеиру, Ба Мариа де Јанеиро де Оливеира Роцха (рођен 14. јула 1952. у Рио де Жанеиру), са којим је имао децу. [5] [2]
6. Фернандо Диниз Марија Хосе Мигел Габријел Рафаел Гонзага од Орлеана и Брагансе (рођен 2. фебруара 1948. у Петрополису), одрекао се права царског наследства за себе и своје потомке 24. фебруара 1975. и оженио се 19. марта 1975. у Рио де Жанеиро, Каро де Марија, Сике. Баере де Араухо (рођен 27. јуна 1952. у Рио де Жанеиру), са којим је имао децу. [5] [2]
7. Принц Антонио од Орлеана и Брагансе (24. јуна 1950. у Рио де Жанеиру – 8. новембар 2024. у Рио де Жанеир), оженио се 25. септембра 1981. у Белœилу, принцезом Кристином де Лињ (рођеном 11. августа 1955. у Белеилу), ћерком Антоана, 13. принца од Лиње, из Луксембурга. Имају четворо деце.
8. Принцеза Елеонора Марија Јосефа Роса Филипа Мигуела Габриела Рафаела Гонзага од Орлеана и Брагансе (рођена 20. маја 1953. у Јацарезинхо ), удата 10. марта 1981. у Рио де Жанеиру, Мицхел, 14. принц од Лигне (рођен 20. маја 1953. године у Белœу Антоан, 13. принц од Лиње и принцеза Аликс од Луксембурга. Имају двоје деце.
9. Франсиско Марија Хосе Расо Мигел Габријел Рафаел Гонзага од Орлеана и Брагансе (рођен 6. априла 1955. у Хакарезињу), одрекао се права царског наследства за себе и своје потомке 11. децембра 1980. и оженио се 28. децембра 1980. у Рио де Жанеиро, Мартина Лијо, Мартина (рођен 11. јула 1954. у Рио де Жанеиру), са којим је имао децу. [6]
10. Алберто Марија Хосе Жоао Мигел Габријел Рафаел Гонзага од Орлеана и Брагансе (рођен 23. јуна 1957. у Жундиаи до Сулу ), одрекао се права царског наследства за себе и своје потомке 22. децембра 1982. и оженио се 11. јануара 1983. у Рио де Рибас Булеију. Бокел (рођен 29. априла 1961. у Рио де Жанеиру), са којим је имао децу. [6]
11. Мариа Тереса Алдегунда Луиза Јосефа Мицаела Габриела Рафаела Гонзага од Орлеана и Брагансе (рођена 14. јула 1959. у Јундиаи до Сул).
12. Марија Габриела Доротеа Исабел Јосефа Мицаела Габриела Рафаела Гонзага од Орлеана и Брагансе (рођена 14. јула 1959. у Јундиаи до Сул).